# Litoria fallax
Litoria fallax – gatunek płaza bezogonowego z podrodziny Pelodryadinae w rodzinie rzekotkowatych (Hylidae). 

## Zasięg występowania
Gatunek ten występuje na wschodnim wybrzeżu Australii i obszarach przyległych – od Cooktown w północno-wschodniej części stanu Queensland na południe po południowo-wschodnią część stanu Nowa Południowa Walia w pobliżu granicy ze stanem Wiktoria. Introdukowane populacje występują w Melbourne i na wyspie Guam.

## Nazwa
Epitet gatunkowy fallax to łaciński przymiotnik fallax, -acis oznaczający „podstępny, zdradliwy”.